# Henri Génévrier

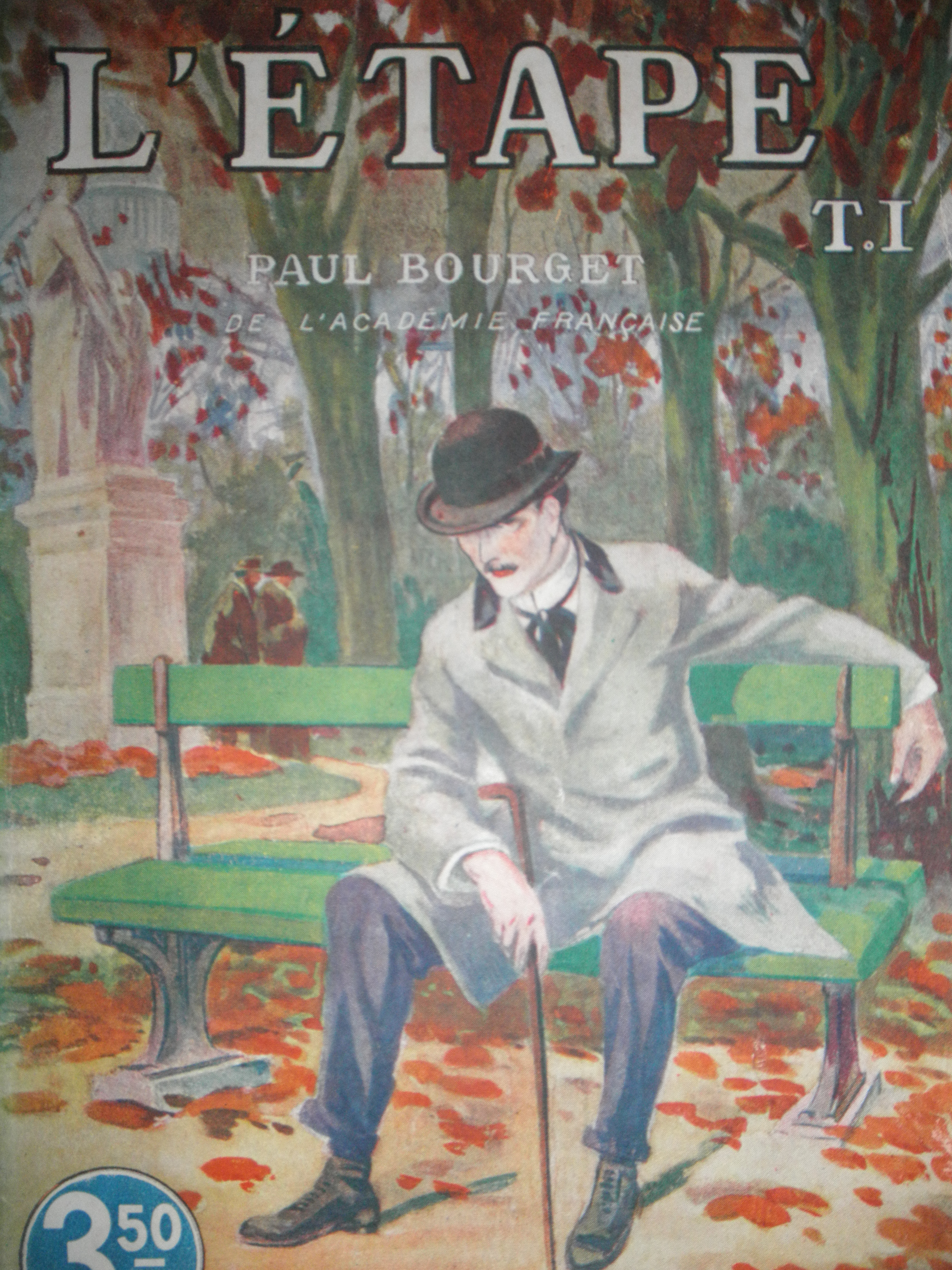
La couverture du roman de Paul Bourget, L'Étape, a été illustrée par Henri Grand'Aigle au début du XX.

Henri Génévrier (Étampes, 10 mars 1881 - Paris 16e, 2 février 1951) est un affichiste, illustrateur et dessinateur humoristique français. Il est surtout connu sous le pseudonyme de Henri Grand'Aigle qui lui a été conféré par ses condisciples des Beaux-Arts en raison de sa grande taille et en allusion au format de papier à dessin.

## Biographie
Il participe aux premiers combats de la Première Guerre mondiale ; il y est blessé et reçoit la Croix de guerre. Pendant l'entre-deux-guerres, il participe aux manifestations des anciens combattants, notamment celle du 14 juillet 1936 contre le Front populaire.

## Production artistique
C'est essentiellement comme dessinateur de presse et illustrateur qu'il se fait connaitre. Il travaille pour différents éditeurs et journaux, dont Le Pèlerin. Il dessine des publicités, notamment le Bibendum de Michelin.
Pendant la Seconde guerre mondiale, il rejoint à Cholet son ami l'architecte Maurice Laurentin qui y terminait alors la construction de l'église du Sacré-Cœur ; il  contribue à la décoration intérieure de l'édifice.